# Amici miei (Bruno Lauzi)
Amici miei è un Qdisc di Bruno Lauzi, pubblicato dall'etichetta discografica Numero Uno nel novembre del 1981.

## Tracce

### EP
Lato A
1. Buon Natale – 3:33 (Bruno Lauzi)
2. Angeli – 4:19 (Lucio Dalla)

Lato B
1. Argentina – 4:06 (Paolo Conte)
2. Il leone e la gallina – 3:32 (Mogol, Lucio Battisti)

## Musicisti
- Bruno Lauzi - voce
- Pippo Caruso - arrangiamenti (brano Buon Natale)
- Lucio Dalla - voce (brano Angeli)
- Gian Piero Reverberi - direzione archi (brano Angeli)
- Paolo Conte - voce, pianoforte, arrangiamenti (brano Argentina)
- Roberto Righini - arrangiamenti (brano Il leone e la gallina)

Note aggiuntive
- Alessandro Colombini - produzione
- Gian Paolo Venditti - tecnico registrazioni
- Fulvio Mancini - assistenza musicale
- Marcello Spiridioni - mastering
- Glauco Pretolazzi - copertina album
- Arpad Kertesz - foto copertina[2]